# Scrobigera candidemarginata
Scrobigera candidemarginata är en fjärilsart som beskrevs av Gustave Arthur Poujade 1891. Scrobigera candidemarginata ingår i släktet Scrobigera och familjen nattflyn. Inga underarter finns listade.